# Clarence Clemons

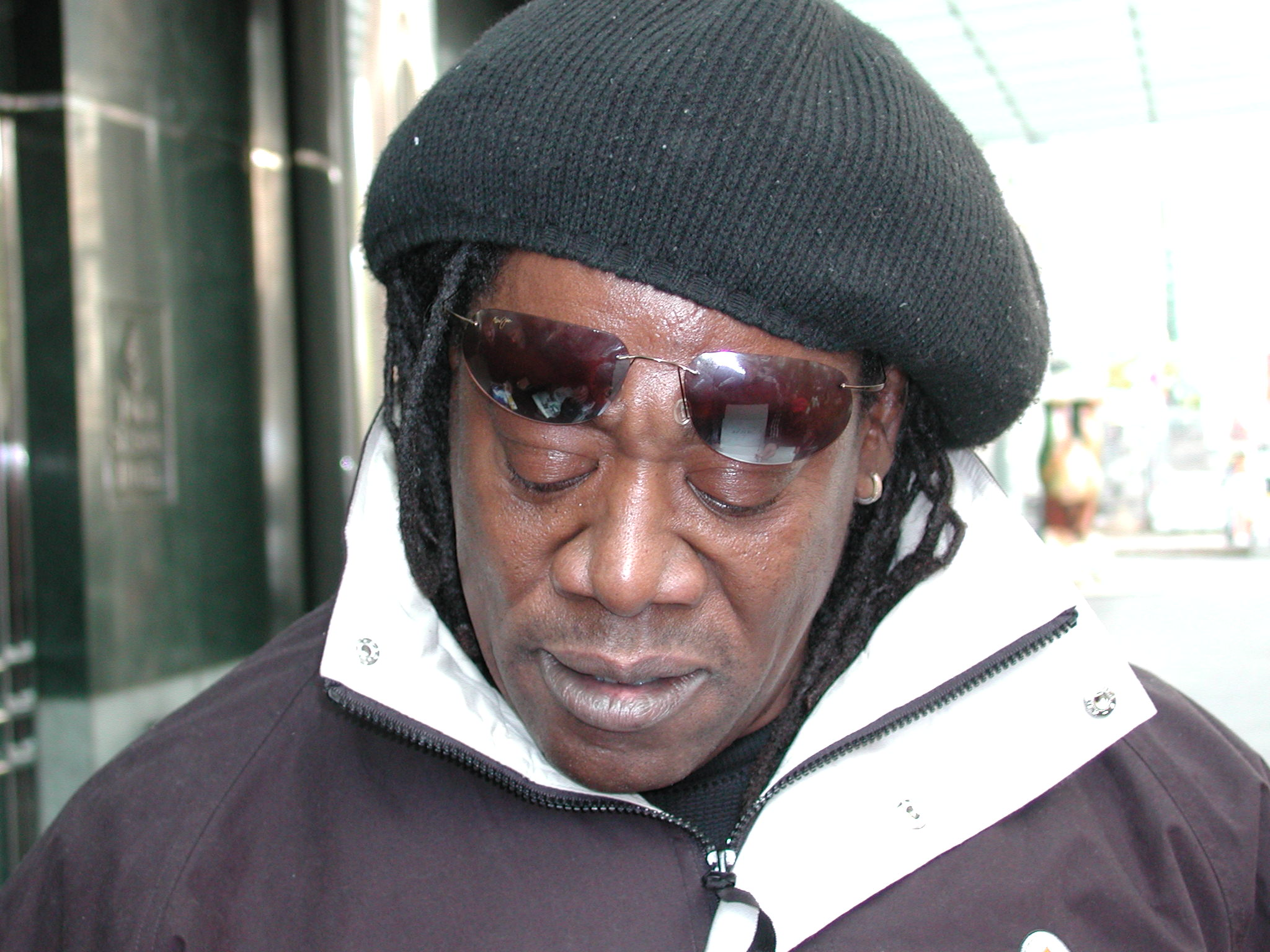
Clarence Clemons (2002)

Clarence Anicholas Clemons Jr. (* 11. Januar 1942 in Norfolk, Virginia; † 18. Juni 2011 in Palm Beach, Florida) war ein US-amerikanischer Saxophonist. Er spielte unter anderem in Bruce Springsteens E Street Band, als deren Mitglied er 2014 posthum in die Rock and Roll Hall of Fame aufgenommen wurde.

## Leben und Wirken
Clarence Clemons’ Vater besaß ein Fischgeschäft, sein Großvater war Baptistenprediger. Mit neun Jahren bekam er ein Saxophon; einen frühen Einfluss auf sein Spiel hatte King Curtis, besonders sein Saxophonpart in dem The-Coasters-Hit Yakety Yak von 1958. Er studierte am Maryland State College mit Schwerpunkt auf Sport und Musik; eine Knieverletzung beendete jedoch seine Football-Karriere. Seine Musikerlaufbahn begann er in Newark Ende der 1960er Jahre.
Sein Saxophonspiel wurde dann zu einem tragenden Teil des Gruppensound von Bruce Springsteens E Street Band. Als Einflüsse nannte er selbst Junior Walker, King Curtis und Gato Barbieri. Seine Saxophonstücke prägten von jeher den Sound der E Street Band und damit Springsteens. Clemons, auf Grund seiner Statur oft nur „Big Man“ genannt, galt neben Steven Van Zandt als Kopf der Band und war, im Gegensatz zu Van Zandt, schon seit Greetings from Asbury Park, N.J. (Springsteens erstem Album) mit an Bord. Bei den Konzerten des „Bosses“ genoss Clemons besondere Wertschätzung, was besonders dann deutlich wurde, wenn Springsteen seine Band vorstellte. Aufgrund seiner Körpergröße von 1,96 m nannte Springsteen ihn Big Man. Er wurde auch in dem Born to Run-Klassiker Tenth Avenue Freeze Out verewigt:
When the change was made uptown

And the Big Man joined the band

From the coastline to the city

All the little pretties raise their hands
Als Solist und Sänger erregte Clarence 1983 eigenständig einige Aufmerksamkeit und erreichte Charts-Platzierungen mit einer punkigen Coverversion des von Ashton, Gardner & Dyke komponierten Resurrection Shuffle.
Zudem hatte Clemons 1985 einen Top 20 Hit mit You’re a Friend of Mine im Duett mit Jackson Browne. Im Jahr 1990 ist er auf dem Album Freeze des niederländischen Rockmusikers Herman Brood zu hören. Er wirkte 1991 auf dem Album Liebe des Deutsch-Rockers Peter Maffay mit und begleitete ihn auch 1992 auf seiner Liebe-Tour; im selben Jahr war er an den Sessions für das Album Zoom von Alvin Lee beteiligt. Außerdem wirkte er bei Einspielungen von Aretha Franklin und Twisted Sister mit, zuletzt bei Lady Gagas Album Born This Way.
Ende 2009 veröffentlichte Clemons seine Biografie Big Man - Real Life & Tall Tales mit einem Vorwort von Bruce Springsteen. Während der Working on a Dream Tour 2009 hatte Clemons gesundheitliche Probleme am Knie, nutzte einen Gehstock und spielte die Konzerte überwiegend auf einem Stuhl. Im Januar 2010 wurde er operiert. Seinen letzten Auftritt mit Springsteen hatte er am 7. Dezember 2010 im Carousel House von Asbury Park, bei dem ein Video des letzten Stücks Blue Christmas entstand.
Clemons starb am 18. Juni 2011 an den Folgen eines Schlaganfalls, den er am 12. Juni 2011 erlitten hatte. Seinen Part bei der E Street Band übernahm 2012 sein Neffe Jake Clemons.

## Diskografie

### Alben
- 1983: Rescue (Clarence Clemons And The Red Bank Rockers)
- 1986: Hero
- 1989: A Night With Mr. C
- 1995: Peacemaker
- 1997: Get It On (Aja & The Big Man; nur in Japan erschienen)
- 2002: Live In Asbury Park (Clarence Clemons Temple Of Soul)
- 2004: Live In Asbury Park Vol. II (Clarence Clemons Temple Of Soul)

### Singles
- You're A Friend Of Mine 1985 – mit Jackson Browne
- I Wanna Be Your Hero 1986